# Schloss Freiberg
Schloss Freiberg är ett slott i Österrike.   Det ligger i distriktet Weiz och förbundslandet Steiermark, i den östra delen av landet, 130 km söder om huvudstaden Wien. Schloss Freiberg ligger 423 meter över havet.
Terrängen runt Schloss Freiberg är lite kuperad, och sluttar österut. Runt Schloss Freiberg är det ganska tätbefolkat, med 80 invånare per kvadratkilometer.. Närmaste större samhälle är Graz, 17,3 km väster om Schloss Freiberg.
I omgivningarna runt Schloss Freiberg växer i huvudsak blandskog.